# Dálnice A11 (Německo)
Dálnice A11, německy Bundesautobahn 11 (zkratka BAB 11), zkráceně Autobahn 11 (zkratka A11), je dálnice na východě Německa. Měří 112 km a byla otevřena v roce 1936. Je částečně v rozpadlém stavu, a tak v současné době prochází na několika úsecích modernizací. Spolu s polskou dálnicí A6 je hlavním dopravním spojením mezi Berlínem a Štětínem.
Ve 30. letech byla dálnice součástí tehdejšího plánu říšských dálnic na výstavbu dálnice Berlín-Královec (Berlinka).
Po celé délce A11 je také vedena Evropská silnice E28. To je také celá délka E28 na území Německa.